# All You Pretty Things
"All You Pretty Things" é o quarto single tirado do álbum Homosexual do cantor australiano Darren Hayes. A faixa foi lançada em agosto de 2022, antecipando o lançamento do álbum no mês de outubro.

## Composição
A música foi composta e produzida por Hayes totalmente sozinho, em seu estúdio em casa, na cidade de Los Angeles, sendo dedicada às vítimas do Massacre de Orlando, na boate Pulse, ocorrido em 2016.
Como inspiração para a letra, o compositor disse à revista People que "queria escrever uma canção que honrasse as vítimas sem soar lúgubre, para tirar o foco do assassino e colocá-lo de volta no tremendo amor e conexão que são as bases de uma comunidade gay e que nunca podem ser apagadas".

## Lançamento
O single foi lançado mundialmente por download digital e streaming em 18 de agosto de 2022. O videoclipe da música foi divulgado no mesmo dia, no site oficial do cantor e via seu canal oficial no YouTube.
Uma versão estendida faixa foi divulgada posteriormente, em 26 de outubro de 2022.

## Videoclipe
O clipe foi gravado nos Estados Unidos e é inspirado na música disco, com imagens de uma pista de dança e do cantor dançando e performando a música.

## Single Digital
- Internacional

1. "All You Pretty Things" - 8:17
2. "All You Pretty Things" (Edit) - 3:26

- 12 Inch (Compacto duplo)

1. "All You Pretty Things" (12 Inch Extended Mix)
2. "All You Pretty Things" (1986 Version)

## Paradas musicais
O single entrou nas paradas digitais de diversos países, notavelmente na Austrália e no Reino Unido.
| iTunes Charts (2022)             | Posição |
| -------------------------------- | ------- |
| Austrália (iTunes Top 100 Pop)   | 39      |
| Reino Unido (iTunes Top 100 Pop) | 60      |